# Karlo Timmerman
Karlo Timmerman (Staphorst, 11 november 1986) is een Nederlands professioneel langebaan-schaatser. Hij begon zijn carrière op de skeelers en verwierf hiermee veel succes in de zomer, met meerdere nationale titels. Zijn grote successen als profsporter behaalde hij als schaatser o.a. door in 2011 het winnen van Alternatieve Elfstedentocht van 200 km op de Weissensee in Oostenrijk, ca. 30 dagoverwinningen en zowel de nationale kunstijs als natuurijscompetitie op het hoogste niveau te winnen.
Hij heeft namens Nederland aan 8 Europese- en 4 wereldkampioenschappen deelgenomen.
Op 17-jarige leeftijd werd Karlo Timmerman ontdekt door schaatscoach Jillert Anema, die een cruciale rol speelde in de start van Timmermans professionele schaatscarrière.
Deze samenwerking leidde Timmerman naar een reeks indrukwekkende overwinningen. Gedurende de twee seizoenen onder Anema's leiding, ontpopte Timmerman zich tot een van de meest veelbelovende schaatstalenten van Nederland.
Na een periode van drie jaar maakte hij de overstap naar de succesvolle schaatsploeg van SOS-Kinderdorpen. Het eerste jaar bij deze nieuwe ploeg werd gekenmerkt door blessureleed, waardoor hij 'slechts' drie wedstrijden wist te winnen. Deze periode vormde echter de opmaat voor een belangrijke wending in zijn carrière door de terugkeer van coach Pascal Vergeer.
Vergeer, die enkele jaren uit de schaatswereld was verdwenen, keerde terug en hielp Timmerman zijn beste vorm te bereiken. Onder Vergeers begeleiding behaalde Timmerman opmerkelijke successen en was hij in het seizoen 2010-2011 bijna onverslaanbaar, met meer dan 25 overwinningen.
Gedurende het seizoen 2010-2011 won hij meer dan 25 wedstrijden. Zijn overwinningen omvatten de Alternatieve Elfstedentocht op de Weißensee in Oostenrijk, de nationale cup, het natuurijsklassement, twee klassiekers, en alle drie de wedstrijden tijdens de natuurijs-driedaagse. Timmermans doorzettingsvermogen en sprintvermogen, waarmee hij ook 200 km lange wedstrijden won, waren opvallend. Hij vestigde een record met de snelste laatste ronde na een marathon op de schaatsbaan in Enschede: 25,0 seconden na een wedstrijd van 50 km.
Op 25-jarige leeftijd besloot Timmerman zijn carrière als topschaatser te beëindigen, op het hoogtepunt van zijn carrière, met een overwinning in zijn laatste professionele wedstrijd. Na ruim 7 jaar als professional te leven, het behalen van inmiddels vele grote prijzen, en het afronden van zijn postdoctorale studie tot registeraccountant waren de reden voor het besluit.

## Palmares schaatsen
- Winnaar 30+ dagwedstrijden
- Winnaar Alternatieve Elfstedentocht op de Weißensee 5 februari 2011
- Winnaar Natuurijs Grand Prix klassement 2011
- Winnaar topdivisie KNSB 2010-2011
- Winnaar natuurijs 3-daagse (Noordlaren, Veenoord, Haaksbergen)
- Winnaar Greenery Six (6-daagse)
- Winnaar Willen Poelstra trofee (prijs voor beste schaatser van het jaar: juryprijs)